# Casa galbenă (pictură)
Casa galbenă este titlul dat, în general, unei picturi în ulei pe pânză de 72 × 91.5 cm, realizată în 1888 de pictorul olandez Vincent Willem van Gogh. Opera se află la Muzeul Van Gogh din Amsterdam.